# La ley de Herodes

La ley de Herodes er en mexicansk film fra 1999. Det er en satirisk komedie som som handler om korruptionen i Mexico i partiet PRI. Handlingen foregår i året 1949. Filmen er produceret af Luis Estrada. Den vandt blandt andet den mexicanske Arielpris.